# 田村勇人
田村 勇人（たむら はやと、1976年11月29日 - ）は、日本の弁護士・コメンテーター。

## 人物
- 東京都大田区生まれ[1]
- 弁護士法人フラクタル法律事務所代表
- 第一東京弁護士会所属
- 元法政大学法科大学院特任講師
- 趣味はゴルフと旅行
- 2003年11月司法試験合格

- 2006年12月フラクタル法律事務所を開設

## テレビ出演
- 直撃LIVE グッディ!（フジテレビ）- コメンテーター（木曜）[2]
- めざましテレビ（フジテレビ）-インタビュー出演

## 共著
- フラクタル法律事務所の離婚カウンセリング―離婚の答えが出るノート（堀井亜生と共著、日本加除出版、2012年）